# Železna cesta
Železna cesta je ena izmed cest v Ljubljani.

## Zgodovina
Leta 1993 so poimenovali novo cesto v Bežigradu, ki je potekala od Vilharjeve do Linhartove ceste in se navezuje po Vojkovi cesti proti severu.
Zahodno od Železne ceste leži Severni mestni park, na vzhodni strani pa je stanovanjsko poslovno naselje Zupančičeva jama.

## Urbanizem
Cesta poteka od križišča z Vilharjevo cesto do križišča z Linhartovo in Vojkovo cesto.
Na cesto se (od juga proti severu) povezujejo: Hacquetova, Avčinova, Vurnikova in Linhartova cesta.

## Javni potniški promet
Po Železni cesti potekajo trase mestnih avtobusnih linij št. 6B, 11B, 12 in 12D ter integrirana linija št. 3G.
Na cesti je eno končno postajališče mestnega potniškega prometa.

### Postajališče MPP
| postajališče            | št. linije       |
| ----------------------- | ---------------- |
| 201011 Železna/Bežigrad | 3G, 11B, 12, 12D |

| postajališče            | št. linije |
| ----------------------- | ---------- |
| 201012 Železna/Bežigrad | 6B         |